# Haager Konvention zum Schutz von Kulturgut bei bewaffneten Konflikten

Das Emblem der Haager Konvention von 1954 zur Kennzeichnung von geschütztem Kulturgut

Die Haager Konvention zum Schutz von Kulturgut bei bewaffneten Konflikten (schweizerische Fassung: Haager Abkommen für den Schutz von Kulturgut bei bewaffneten Konflikten, französisch Convention pour la protection des biens culturels en cas de conflit armé, englisch Hague Convention for the Protection of Cultural Property in the Event of Armed Conflict) ist ein völkerrechtlicher Vertrag, der 1954 mit dem Ziel abgeschlossen wurde, Kulturgut während eines Krieges oder bewaffneten Konfliktes vor Zerstörung oder Beschädigung sowie Diebstahl, Plünderung und anderen Formen einer widerrechtlichen Inbesitznahme zu schützen. Kulturgut ist definiert als „bewegliches oder unbewegliches Gut, das für das kulturelle Erbe der Völker von großer Bedeutung ist“. Hierzu zählen als bewegliche Kulturgüter beispielsweise Gemälde, Skulpturen, archäologische Funde, Bücher, Manuskripte und Archivalien. Als unbewegliche Kulturgüter gelten neben Denkmälern vor allem Gebäude wie Museen, Bibliotheken, Archive und Bergungsorte, die der Ausstellung, Nutzung, Verwahrung und dem Schutz von beweglichem Kulturgut dienen. Denkmalzentren als Orte von größerem Ausmaß, die in beträchtlichem Umfang Kulturgut entsprechend der vorherigen Definition aufweisen, werden ebenfalls als schutzwürdig betrachtet.
Die Bestimmungen der Konvention von 1954 wurden ergänzt und präzisiert durch zwei 1954 und 1999 abgeschlossene Protokolle. Alle drei Abkommen sind Teil des humanitären Völkerrechts, zu dem in Form weiterer Abkommen vor allem Regelungen zählen, welche die zulässigen Mittel und Methoden zur Kriegführung definieren sowie den weitestmöglichen Schutz der nicht an den Kampfhandlungen beteiligten Personen zum Ziel haben. Im Gegensatz zu diesen Teilen des humanitären Völkerrechts entstanden die Abkommen zum Kulturgutschutz unter Federführung der Vereinten Nationen (UN), für die Verbreitung und die Überwachung der Einhaltung ist die Organisation der Vereinten Nationen für Erziehung, Wissenschaft und Kultur (UNESCO) hauptverantwortlich. Neben Regeln, die unmittelbar während eines bewaffneten Konfliktes den Schutz und die Respektierung von Kulturgut gewährleisten sollen, ergeben sich aus diesen Abkommen auch Sicherungsmaßnahmen, die in Friedenszeiten umzusetzen sind. Mit Stand vom Juni 2018 sind 132 Staaten Vertragspartei der Haager Konvention von 1954, den Protokollen von 1954 und 1999 sind 109 beziehungsweise 77 Staaten beigetreten. Im Bereich der internationalen Koordination hinsichtlich militärischer und ziviler Strukturen zum Schutz von Kulturgut ist Blue Shield International mit Sitz in Den Haag tätig.
Die Leitgedanken der Konvention sowie die Motivation für ihren Abschluss, ihre Verbreitung und ihre Respektierung sind zusammengefasst in der Präambel, die unter anderem besagt,

„… dass jede Schädigung von Kulturgut, gleichgültig welchem Volke es gehört, eine Schädigung des kulturellen Erbes der ganzen Menschheit bedeutet, weil jedes Volk seinen Beitrag zur Kultur der Welt leistet …“

## Rechtshistorische Entwicklung

### Der Beginn mit der Haager Landkriegsordnung und dem Roerich-Pakt
Der erste völkerrechtliche Vertrag, der Bestimmungen zum Schutz von Kulturgut während eines Krieges enthielt, war die 1899 abgeschlossene und 1907 in leicht modifizierter Version erneut angenommene Haager Landkriegsordnung. Diese enthielt für die angreifende Partei in Artikel 27 das Gebot, historische Denkmäler, Bildungseinrichtungen sowie Institutionen mit religiöser, gemeinnütziger, künstlerischer oder wissenschaftlicher Bedeutung bei Belagerungen und Bombardierungen so weit wie möglich zu verschonen. Die angegriffene Partei sollte entsprechende Gebäude kennzeichnen. Im Artikel 56 war darüber hinaus ein allgemein formuliertes Verbot der Beschlagnahme, Zerstörung oder Beschädigung solcher Einrichtungen enthalten. Die Akzeptanz der Haager Landkriegsordnung wurde während des Ersten Weltkrieges jedoch durch die sogenannte Allbeteiligungsklausel stark eingeschränkt. Diese besagte, dass dieses Abkommen im Fall eines Krieges oder eines bewaffneten Konflikts nur gelten sollte, wenn alle an diesem Konflikt beteiligten Staaten Vertragsparteien des Abkommens sind.
Der russische Jurist, Maler und Schriftsteller Nicholas Roerich, der die Zerstörungen von Kulturgütern in Russland während des Ersten Weltkrieges und der Oktoberrevolution miterlebt hatte, gab zum Beginn der 1930er Jahre den Anstoß zu einem eigenständigen Vertrag, der dem Schutz von Kulturgütern während kriegerischer Auseinandersetzungen dienen sollte. Bereits 1904 hatte er der Russischen Architekten-Gesellschaft entsprechende Vorstellungen unterbreitet. Zehn Jahre später hatte er sich unmittelbar vor dem Beginn des Ersten Weltkrieges mit seiner Idee auch an den russischen Zaren Nikolaus II. gewandt. Auf seine Initiative hin arbeitete Georges Chklaver vom Institut für Hohe Internationale Studien der Universität Paris 1929 einen entsprechenden Entwurf aus. Dieser Vorschlag wurde anschließend vom Internationalen Museumsamt des Völkerbundes und im Rahmen von privaten Konferenzen in Brügge 1931 und 1932 sowie in Washington, D. C. 1933 diskutiert. Die siebte internationale Konferenz amerikanischer Staaten, die 1933 in Buenos Aires stattfand, empfahl die Annahme des Entwurfes. Der Verwaltungsrat der Panamerikanischen Union legte daraufhin einen Vertrag „über den Schutz künstlerischer und wissenschaftlicher Einrichtungen und geschichtlicher Denkmäler“ vor, der am 15. April 1935 im Weißen Haus von 21 Staaten Nord-, Mittel- und Südamerikas unterzeichnet wurde. Zehn der Unterzeichnerstaaten wurden durch eine anschließende Ratifizierung auch Vertragspartei, davon als erstes die Vereinigten Staaten am 13. Juli 1935 und als letztes Kolumbien am 20. Februar 1937. Das nach seinem Initiator auch als Roerich-Pakt bezeichnete Abkommen trat am 26. August 1935 in Kraft.

Das Schutzzeichen des Roerich-Pakts

Der Roerich-Pakt umfasste acht Artikel und enthielt mehrere wesentliche Neuerungen gegenüber den allgemeinen Bestimmungen der Artikel 27 und 56 der Haager Landkriegsordnung. Zum einen etablierte der Vertrag den Status der Neutralität für geschichtliche Denkmäler, Museen, wissenschaftliche und künstlerische Institutionen sowie Bildungs- und Kultureinrichtungen. Aus dieser Rechtsstellung, vergleichbar mit der Neutralität von Sanitätspersonal und vergleichbaren Einrichtungen während eines Krieges, resultierten die Respektierung dieser Güter durch alle an einem Konflikt beteiligten Parteien und damit ihr Schutz. Die Vertragsparteien sollten Listen mit Denkmälern und Einrichtungen, für die sie den Schutz entsprechend dem Vertrag beanspruchten, an die Panamerikanische Union übermitteln, welche diese Listen an alle Vertragsstaaten weitergeben sollte.
Darüber hinaus wurde in diesem Vertrag ein Schutzzeichen zur Kennzeichnung von Kulturgütern definiert, das aus drei roten Punkten in einem roten Kreis auf weißem Grund bestand. Nicholas Roerich, der sich bei der Gestaltung des Zeichens an frühzeitlicher Symbolik orientierte, beschrieb die Bedeutung der drei Punkte als Versinnbildlichung von Kunst, Wissenschaft und Religion als den drei bedeutendsten kulturellen Aktivitäten der Menschheit, mit dem Kreis als Element, das diese drei Aspekte in Vergangenheit, Gegenwart und Zukunft verband. Das Symbol wurde auch als „Banner des Friedens“ bezeichnet, die auf dem Roerich-Pakt unter dem Namen Pax Cultura basierende Bewegung in Analogie zu den Genfer Konventionen als „Rotes Kreuz der Kultur“.
Die Akzeptanz des Roerich-Pakts beschränkte sich jedoch auf die Vereinigten Staaten und die Länder Mittel- und Südamerikas. Kein einziges Land in Europa und Asien, den geopolitischen Schwerpunkten des wenige Jahre später beginnenden Zweiten Weltkrieges, unterzeichnete oder ratifizierte den Vertrag. Auch wenn er in den Beziehungen zwischen den Vertragsparteien noch heute gültig ist und die Organisation amerikanischer Staaten (OAS) in Nachfolge der Panamerikanischen Union weiterhin als Depositar fungiert, blieb der Roerich-Pakt ohne nennenswerte praktische Relevanz. Von den Vertragsparteien des Roerich-Pakts sind nur die Vereinigten Staaten bisher nicht der Haager Konvention beigetreten, nachdem Chile im September 2008 die Konvention und ihre beiden Zusatzprotokolle ratifiziert hat. Für die USA ist der Roerich-Pakt damit noch von Bedeutung als vertragsrechtliche Verpflichtung im Bereich des Kulturgutschutzes. Mit der Etablierung eines Schutzzeichens sowie der Verwaltung von Listen schützenswerter Kulturgüter durch eine zentrale internationale Institution wurden jedoch mit diesem Vertrag zwei wichtige weiterreichende Prinzipien in den Bereich des Kulturgutschutzes bei bewaffneten Konflikten eingeführt.

### Die Weiterentwicklung zur Haager Konvention von 1954

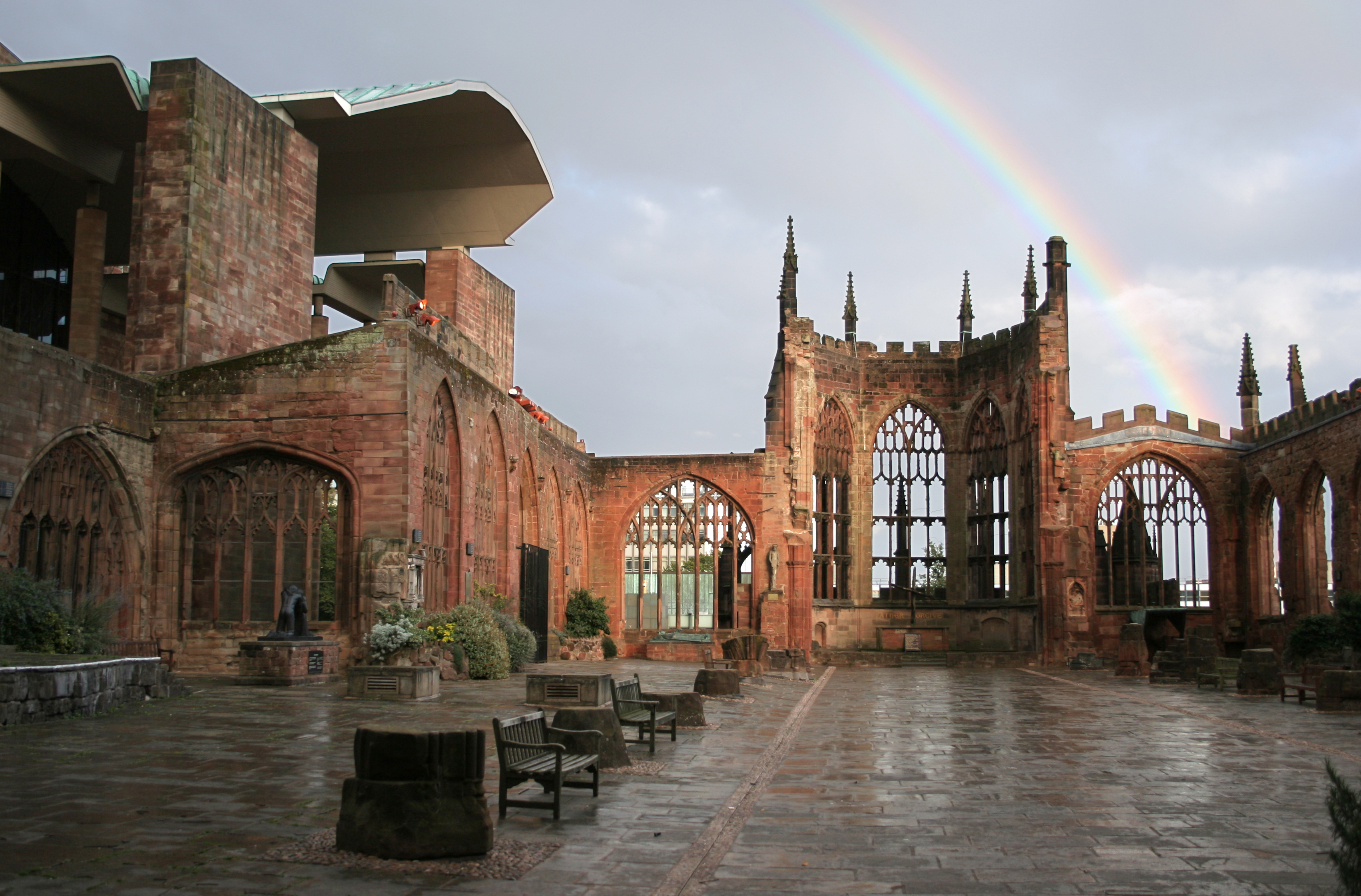
Die Ruinen der im Zweiten Weltkrieg zerstörten Kathedrale von Coventry

Bereits vier Jahre nach Unterzeichnung des Roerich-Pakts legte die Regierung der Niederlande einen Entwurf für eine neue Konvention vor, an dessen Ausarbeitung ebenfalls das Internationale Museumsamt des Völkerbundes wesentlich beteiligt war. Der Beginn des Zweiten Weltkrieges im selben Jahr verhinderte jedoch alle weiteren Schritte zur Weiterentwicklung und Umsetzung dieses Vorschlags. Nach dem Ende des Krieges übermittelten die Niederlande 1948 erneut einen Vorschlag an die drei Jahre zuvor gegründete UNESCO. Die Generalkonferenz der UNESCO entschied 1951, ein Komitee von Regierungsexperten zur Ausarbeitung einer neuen Konvention einzusetzen. Ein Jahr später legte dieses Komitee der Generalkonferenz einen Entwurf vor, den diese für weitere Beratungen an die nationalen Regierungen übermittelte. Vom 21. April bis zum 14. Mai 1954 fand dann in Den Haag unter Beteiligung von 56 Staaten eine internationale Konferenz statt, die eine endgültige Fassung ausarbeitete und als „Haager Konvention zum Schutz von Kulturgut bei bewaffneten Konflikten“ annahm. Rund zwei Jahre später trat das Abkommen am 7. August 1956 in Kraft. Es war nach der 1948 abgeschlossenen Konvention über die Verhütung und Bestrafung des Völkermordes das zweite wichtige Abkommen im Bereich des humanitären Völkerrechts, an dessen Entstehung und Umsetzung die Vereinten Nationen wesentlich beteiligt waren.
Mit der neuen Konvention, die vom Umfang her mit 40 Artikeln im Haupttext und 21 Artikeln in den Ausführungsbestimmungen deutlich über den Roerich-Pakt hinausging, wurde erstmals eine umfassende und detaillierte Definition von Kulturgut formuliert. Ebenfalls neu war der Aspekt der Sicherungsmaßnahmen in Friedenszeiten, zu denen die Vertragsparteien durch die Konvention verpflichtet sind. Die Maßnahmen, die im Kriegsfall zur Sicherstellung der Respektierung von Kulturgut ergriffen werden sollen, wurden detailliert formuliert. Das mit dem Roerich-Pakt etablierte Konzept eines Kennzeichens wurde beibehalten. Allerdings führte die Konvention ein neues Symbol anstelle des im Roerich-Pakt definierten Schutzzeichens ein. Dieses ist somit nur noch von Relevanz in den Beziehungen zwischen Vertragsparteien des Roerich-Pakts, die der Haager Konvention noch nicht beigetreten sind. Ebenfalls neu war das Konzept des Sonderschutzes für ausgewählte Bergungsorte, Denkmalzentren und andere unbewegliche Kulturgüter, denen bei Erfüllung bestimmter Voraussetzungen und nach Eintragung in ein „Internationales Register für Kulturgut unter Sonderschutz“ besondere Immunität gewährt werden sollte. Nachdem bereits in die 1949 abgeschlossenen Neufassungen der Genfer Konventionen erstmals ein Artikel mit einem Minimum an Vorgaben für nicht-internationale bewaffnete Konflikte aufgenommen worden war, enthielt auch die Haager Konvention von 1954 eine vergleichbare Regelung. Diese forderte von allen an einem solchen Konflikt beteiligten Parteien zumindest die Einhaltung aller Bestimmungen, die den Respekt vor Kulturgut zum Ziel haben.
Die Konferenz beschloss darüber hinaus ein separates Abkommen in Form eines Protokolls zur Konvention. Dieses enthielt Vorgaben, um die Ausfuhr von Kulturgut durch eine Vertragspartei aus dem besetzten Hoheitsgebiet einer anderen Vertragspartei zu verhindern und regelte die Rückgabe von illegal ausgeführtem Kulturgut. Entsprechende Festlegungen waren zunächst im Entwurf für die Konvention vorgesehen gewesen, erwiesen sich jedoch auf Grund der Erfahrungen aus dem Zweiten Weltkrieg und des Widerstands einiger Delegationen als zu kontrovers. Aus demselben Grund waren die in Form des Protokolls angenommenen Vorgaben nicht so konkret und weitreichend wie die im ursprünglichen Vorschlag enthaltenen Regelungen.

### Das zweite Protokoll von 1999

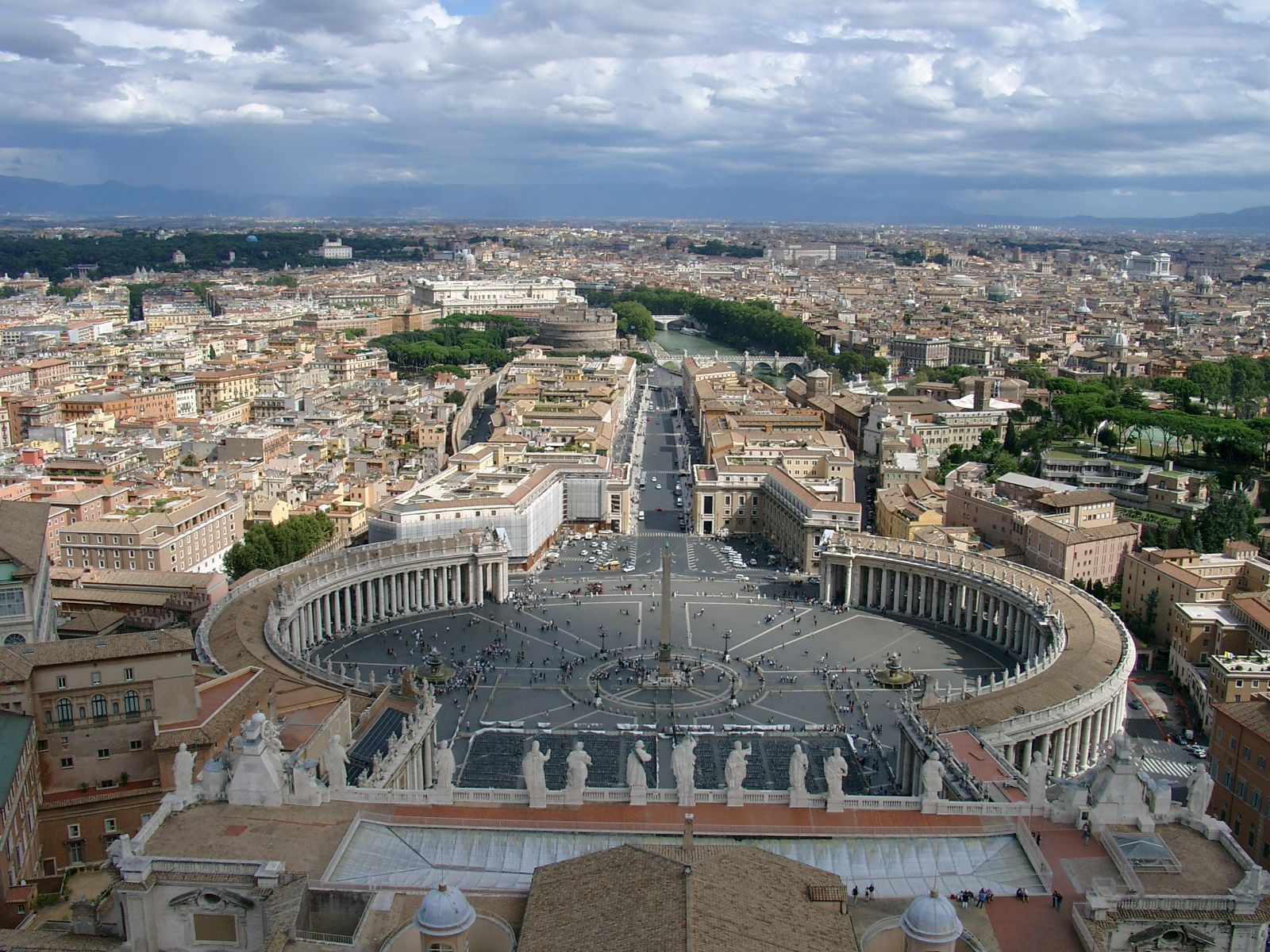
Die Vatikanstadt, seit 1960 ein für den Sonderschutz der Haager Konvention von 1954 registriertes Denkmalzentrum

Die Konvention von 1954 entstand unmittelbar vor dem Hintergrund des Zweiten Weltkriegs. Bei der Ausarbeitung gingen die Vertragspartner deshalb unter anderem davon aus, dass auch die zukünftigen Kriege durch großflächige Angriffe gegen ganze Städte geprägt sein würden. Darüber hinaus beruhte die Konvention auf der Annahme, dass alle an einem Konflikt beteiligten Parteien ein vergleichbares Interesse am Schutz von Kulturgütern haben. In den folgenden Jahrzehnten kam es jedoch zu vielfältigen Veränderungen in der Kriegführung, zur Entwicklung neuer Waffentechnologien und vor allem zu einem deutlichen Anstieg der Zahl, Schwere und Dauer von innerstaatlichen Konflikten. Als besonders schwerwiegend erwies sich dabei, dass in einigen Konflikten die Beschädigung und Zerstörung von Kulturgut nicht nur eine reine Folge der Kampfhandlungen war. Vielmehr kam es, vor allem in ethnisch bedingten Auseinandersetzungen, zu gezielten Angriffen auf Kulturgut, um das kulturelle Erbe der gegnerischen Seite auszulöschen.
Aus diesen Erfahrungen ergab sich die Notwendigkeit, neben anderen Bereichen des humanitären Völkerrechts auch den Aspekt des Kulturgutschutzes anzupassen und zu aktualisieren. Das 1977 abgeschlossene erste Zusatzprotokoll zu den Genfer Konventionen enthielt in Artikel 53 eine Bestätigung von drei wichtigen Prinzipien der Haager Konvention: das Verbot von Angriffen gegen historische Denkmäler, künstlerische und religiöse Einrichtungen, das Verbot der Nutzung solcher Objekte für militärische Zwecke sowie das Verbot von Repressalien gegen Einrichtungen mit kultureller Bedeutung. Darüber hinaus war es jedoch seit dem Abschluss der Konvention im Jahr 1954 zu keiner Überarbeitung des Kulturgutschutzes im humanitären Völkerrecht gekommen. Diese erfolgte erst 45 Jahre nach der Verabschiedung der Konvention von 1954 durch die Annahme eines zweiten Protokolls im Rahmen einer diplomatischen Konferenz vom 15. bis zum 26. März 1999. Fünf Jahre später trat das Protokoll in Kraft. Es war mit 47 Artikeln umfangreicher als die Konvention von 1954 und orientierte sich in einigen Bereichen an Veränderungen im humanitären Völkerrecht, die sich vor allem durch die Zusatzprotokolle von 1977 zu den Genfer Konventionen ergeben hatten. In der ursprünglichen Konvention bildete der nur allgemein formulierte Begriff der „zwingenden militärischen Notwendigkeit“ die Basis für legitime militärische Aktivitäten, die sich gegen Kulturgut richteten. Dies wurde im Protokoll ersetzt durch die Vorgabe, dass Kulturgut nur angegriffen werden darf, wenn es auf Grund seiner Verwendung ein militärisches Ziel geworden ist und wenn zu einem Angriff keine Alternative besteht.
Das mit der Konvention von 1954 etablierte System des Sonderschutzes hat sich jedoch auf Grund von zu strikten Voraussetzungen in der Praxis als nicht wirkungsvoll umsetzbar erwiesen. Neben den Anforderungen an die Lage von Objekten, die unter Sonderschutz gestellt werden sollten, ist insbesondere die notwendige einstimmige Befürwortung eines solchen Antrags durch alle Vertragsparteien nur selten zu erreichen. So wurden bis 1978 nur acht Bergungsorte in Österreich, Deutschland und den Niederlanden sowie die Vatikanstadt als Denkmalzentrum in das „Internationale Register für Kulturgut unter Sonderschutz“ aufgenommen. Mexiko ließ Ende März 2015 die prähistorischen Stätten Calakmul, Chichén Itzá, Monte Albán, Palenque, Paquimé, El Tajín, Teotihuacán, Uxmal und Xochicalco für den Sonderschutzstatus registrieren. Von den ursprünglich acht registrierten Bergungsorten stehen gegenwärtig nur noch vier unter Sonderschutz, der Barbarastollen bei Oberried in Deutschland und drei Orte in den Niederlanden. Österreich beantragte im September 2000 die Löschung seines Bergungsortes aus dem Sonderschutz-Register, ebenso wie zuvor die Niederlande drei von sechs Sonderschutzeintragungen im September 1994 löschen ließ. Das Protokoll von 1999 führte deshalb, mit entsprechenden Vorgaben zur Umsetzung, den Status eines „verstärkten Schutzes“ ein, dessen Schutzwirkung mit dem Sonderschutz der Konvention von 1954 vergleichbar ist. Eine weitere wesentliche Neuerung des Protokolls war die individuelle strafrechtliche Verantwortbarkeit für fünf, näher definierte, schwere Verstöße. Die Vertragsstaaten sind verpflichtet, diese Handlungen durch eine entsprechende nationale Gesetzgebung unter Strafe zu stellen. Das Protokoll weitete außerdem den Geltungsbereich des Schutzes von Kulturgütern auf nicht internationale bewaffnete Konflikte aus.

## Einzelne Bestimmungen

### Haager Abkommen vom 14. Mai 1954

Die dreifache Verwendung des Kennzeichens zur Markierung von Kulturgut unter Sonderschutz

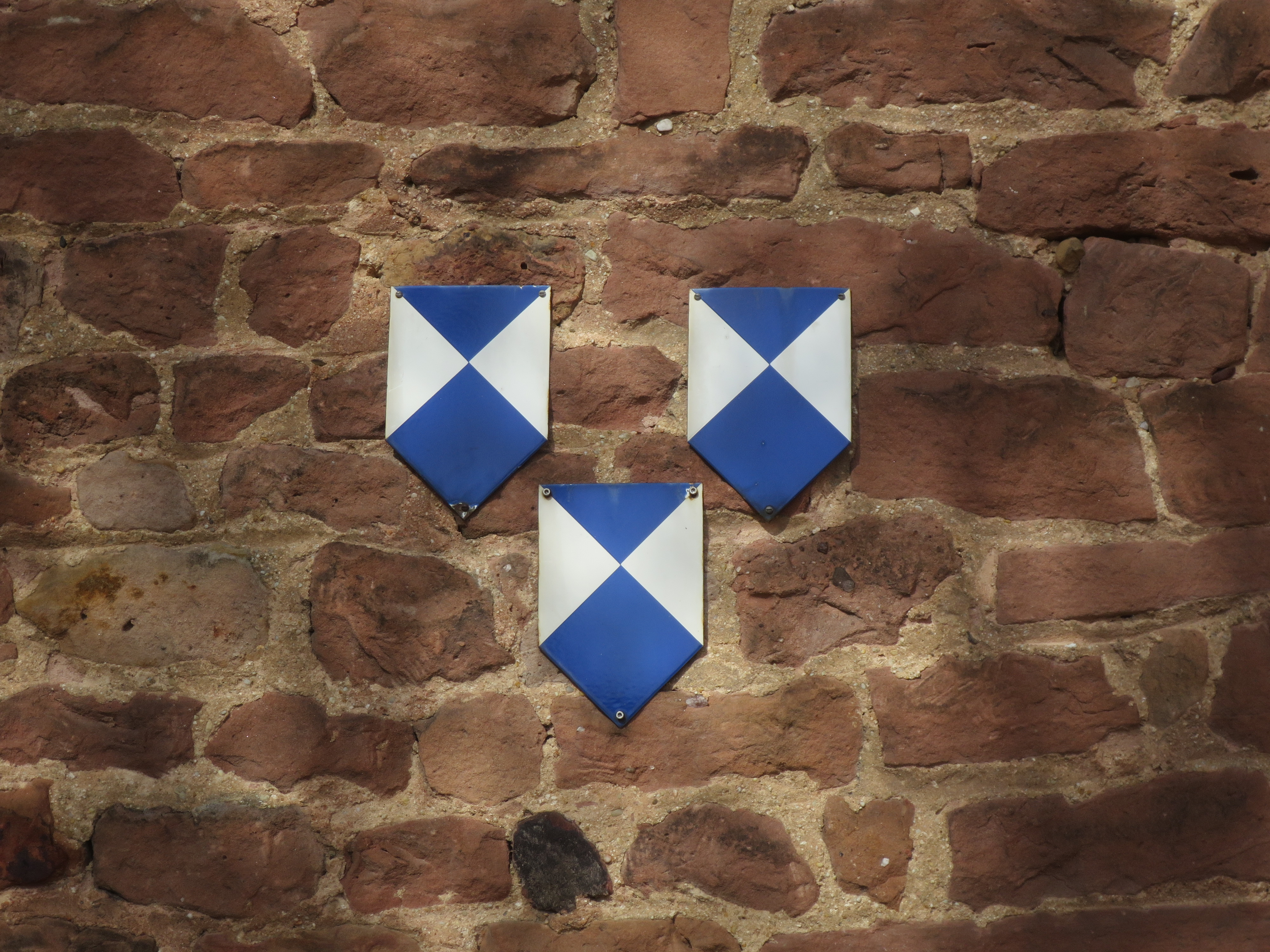
Sonderschutz-Kennzeichnung an der Ruine des Klosters Limburg, Bad Dürkheim

Die 1954 abgeschlossene Konvention ist in sieben Kapitel gegliedert. Im Kapitel I über allgemeine Schutzbestimmungen wird zunächst der Begriff „Kulturgut“ im Sinne des Abkommens als bewegliches oder unbewegliches Gut definiert, das für das kulturelle Erbe der Völker von großer Bedeutung ist.
Unbewegliches Kulturgut umfasst beispielsweise Bau-, Kunst- und geschichtliche Denkmäler sowohl kirchlicher als auch weltlicher Art ebenso wie Gruppen von Bauten von historischem oder künstlerischem Interesse und archäologische Stätten. Als bewegliches Kulturgut gelten zum Beispiel Kunstwerke, Manuskripte, Bücher und andere Gegenstände von künstlerischem, historischem oder archäologischem Interesse sowie wissenschaftliche Sammlungen und Sammlungen von Reproduktionen von Kulturgut. Darüber hinaus sind Gebäude, die der Erhaltung oder der Ausstellung von beweglichem Kulturgut dienen, ebenfalls als Kulturgut eingestuft. Hierzu zählen beispielsweise Museen, Bibliotheken, Archive und Bergungsorte.
Eine eigene dritte Kategorie bilden Denkmalzentren als Orte, die in beträchtlichem Umfang bewegliches und unbewegliches Kulturgut im Sinne der vorherigen Beschreibung aufweisen. Dabei kann es sich neben Komplexen aus mehreren Gebäuden, wie einer Ansammlung von Museen, beispielsweise auch um historisch bedeutsame Stadtteile oder in Ausnahmefällen wie der als Denkmalzentrum registrierten Vatikanstadt um ganze Orte handeln.
Der Umfang des Schutzes wird definiert als Sicherung und Respektierung von Kulturgut (Artikel 2). Als Sicherung gelten dabei alle geeigneten Maßnahmen in Friedenszeiten, welche die Vertragsparteien ergreifen, um Kulturgut vor den voraussehbaren Folgen eines bewaffneten Konfliktes zu schützen (Artikel 3). Respektierung von Kulturgut im Fall eines bewaffneten Konfliktes bedeutet den Verzicht auf die Nutzung von Kulturgut für militärische Zwecke sowie auf feindselige Handlungen, die sich gegen Kulturgut richten (Artikel 4). Ausnahmen von dieser Verpflichtung sind nur in Fällen von „zwingender militärischer Notwendigkeit“ zulässig. Jede Form von widerrechtlicher Inbesitznahme von Kulturgut ist verboten und zu verhindern. Gegen Kulturgut gerichtete Repressalien sind unzulässig. Im Falle einer Besetzung ist die Besatzungsmacht verpflichtet, die Behörden des besetzten Landes bei der Sicherung von Kulturgut zu unterstützen (Artikel 5). Die Vertragsparteien sind verpflichtet, in Friedenszeiten den Angehörigen ihrer Streitkräfte durch Dienstvorschriften und Anweisungen den Respekt vor Kulturgut zu vermitteln und darüber hinaus Dienststellen oder Fachpersonal für die Überwachung des Kulturgutschutzes einzurichten (Artikel 7).
Die Vertragspartner legen im Kapitel II des Abkommens einen Sonderschutz für bestimmte Kulturgüter fest. Hierzu zählt entsprechend Artikel 8 eine begrenzte Anzahl von Bergungsorten, von Denkmalzentren und von anderen sehr wichtigen unbeweglichen Kulturgütern. Voraussetzung für die Gewährung des Sonderschutzes ist, dass die betreffenden Objekte sich in ausreichender Entfernung zu großen Industriezentren und möglichen militärischen Zielen befinden, und selbst nicht für militärische Zwecke genutzt werden. Die Gewährung des Sonderschutzes setzt des Weiteren eine Eintragung in das Internationale Register für Kulturgut unter Sonderschutz voraus. Die ausschließliche Bewachung von Kulturgut wird nicht als militärische Nutzung bewertet. Kulturgut unter Sonderschutz gilt als unverletzlich (Artikel 9). Eine Aufhebung dieses Status während eines bewaffneten Konfliktes ist nur unter bestimmten Voraussetzungen möglich, zu denen beispielsweise eine „unausweichliche militärische Notwendigkeit“ zählt (Artikel 11).
Im Kapitel III sind Vorschriften für den Transport von Kulturgut enthalten. So können Transporte zur Verlagerung von Kulturgut ebenfalls unter Sonderschutz gestellt werden (Artikel 12). Kulturgut während eines Transportes und die dafür genutzten Transportmittel dürfen durchsucht und kontrolliert, jedoch nicht beschlagnahmt oder anderweitig weggenommen werden (Artikel 14).
Das folgende Kapitel IV (Artikel 15) verpflichtet die Unterzeichner zur Respektierung des Personals, das das entsprechende Kulturgut beschützt. Im Falle einer Gefangennahme darf das Personal nicht an seiner Tätigkeit gehindert werden.
Das Kapitel V enthält Bestimmungen zur Gestaltung und Verwendung eines Kennzeichens für Kulturgut. Zur Kennzeichnung dient laut Artikel 16 ein mit der Spitze nach unten zeigender wappenähnlicher Schild in Ultramarinblau und Weiß. Entsprechend Artikel 17 ist dieses Kennzeichen in dreifacher Ausfertigung für Kulturgut unter Sonderschutz zu verwenden sowie in einfacher Ausfertigung für jedes andere zu schützende Kulturgut, für das mit dem Schutz beauftragte Personal sowie für entsprechende Ausweise.
Das Kapitel VI definiert den Anwendungsbereich des Abkommens. Es gilt entsprechend Artikel 18 in jedem bewaffneten Konflikt zwischen zwei oder mehr Vertragsparteien sowie im Falle der Besetzung des Gebietes einer Vertragspartei. Bei nicht-internationalen bewaffneten Konflikten auf dem Gebiet einer Vertragspartei sind alle Konfliktparteien verpflichtet, mindestens die Bestimmungen des Abkommens zur Respektierung von Kulturgut einzuhalten und anzuwenden.
Das Kapitel VII umfasst die Durchführungsbestimmungen zum Abkommen. Es legt unter anderem die Rolle von Schutzmächten (Artikel 21 und 22) sowie der UNESCO (Artikel 23) fest. Darüber hinaus enthält der Artikel 25 eine Verpflichtung zur Verbreitung des Abkommens in Friedenszeiten und während eines Konflikts, beispielsweise durch Ausbildung im militärischen und zivilen Bereich. Entsprechend Artikel 28 sind die Vertragsparteien verpflichtet, Verletzungen des Abkommens strafrechtlich oder disziplinarisch zu verfolgen. Die Schlussbestimmungen in den Artikeln 29 bis 40 regeln unter anderem die Unterzeichnung, die Ratifizierung, den Beitritt, das Inkrafttreten, die Änderung und die Kündigung des Abkommens. Im Artikel 36 unterstreichen die Unterzeichner, dass das Abkommen ergänzend zu den Bestimmungen der Haager Abkommen von 1899 und 1907, insbesondere der Haager Landkriegsordnung, sowie des Roerich-Pakts von 1935 gilt, sofern Vertragsparteien in ihren Beziehungen untereinander auch an diese Abkommen gebunden sind.

### Ausführungsbestimmungen vom 14. Mai 1954
Die Ausführungsbestimmungen regeln die Einhaltung des Abkommens, wenn eine Vertragspartei in einen bewaffneten Konflikt verwickelt wird, auf den Art. 18 des Abkommens anwendbar ist. Sie bilden einen integrierenden Bestandteil des Abkommens (Art. 20 Haager Abkommen).

### Haager Protokoll vom 14. Mai 1954
Das zusammen mit der Konvention im Jahr 1954 entstandene Protokoll regelt den Schutz von Kulturgut vor Ausfuhr aus dem Hoheitsgebiet einer Vertragspartei und die Rückführung von widerrechtlich ausgeführtem Kulturgut. Entsprechend den Bestimmungen des Abschnittes I ist die Ausfuhr von Kulturgut durch eine Vertragspartei aus dem besetzten Hoheitsgebiet einer anderen Vertragspartei verboten und demzufolge zu verhindern. Jede Vertragspartei ist deshalb verpflichtet, widerrechtlich ausgeführtes Kulturgut in Gewahrsam zu nehmen und nach Beendigung der Feindseligkeiten zurückzugeben.
Kulturgut darf in keinem Fall zur Wiedergutmachung von Kriegsschäden zurückgehalten werden. Der Abschnitt II regelt die Rückgabe von Kulturgut, das einer anderen Vertragspartei übergeben wurde, um es gegen die Gefahren eines bewaffneten Konflikts zu schützen. Im Abschnitt III stehen die Durchführungs- und Schlussbestimmungen.

### Zweites Protokoll vom 26. März 1999

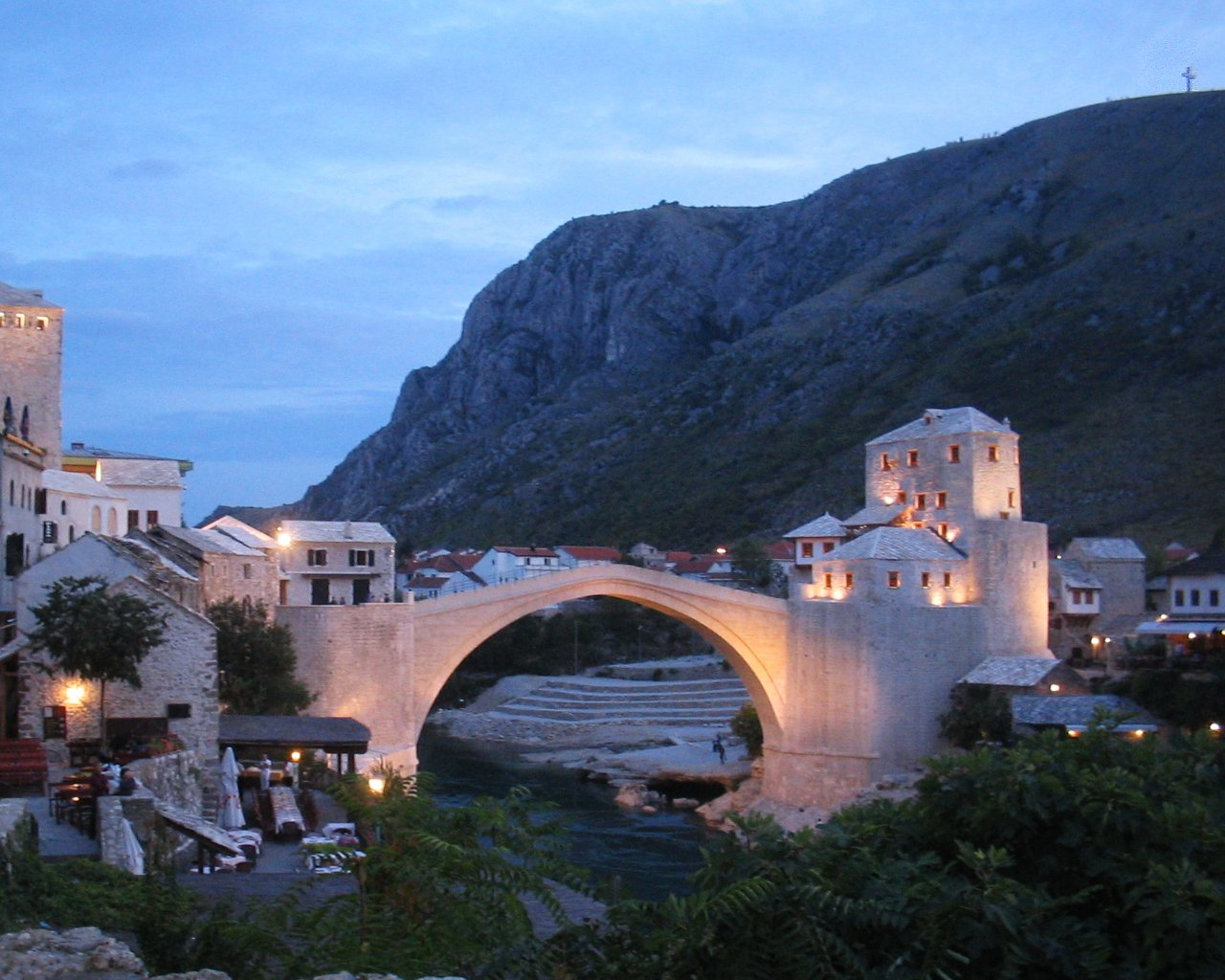
Die Alte Brücke in Mostar, zerstört 1993 und wiedereröffnet 2004, wurde in jüngerer Zeit zum Symbol der Bedrohung von Kulturgut durch kriegerische Auseinandersetzungen

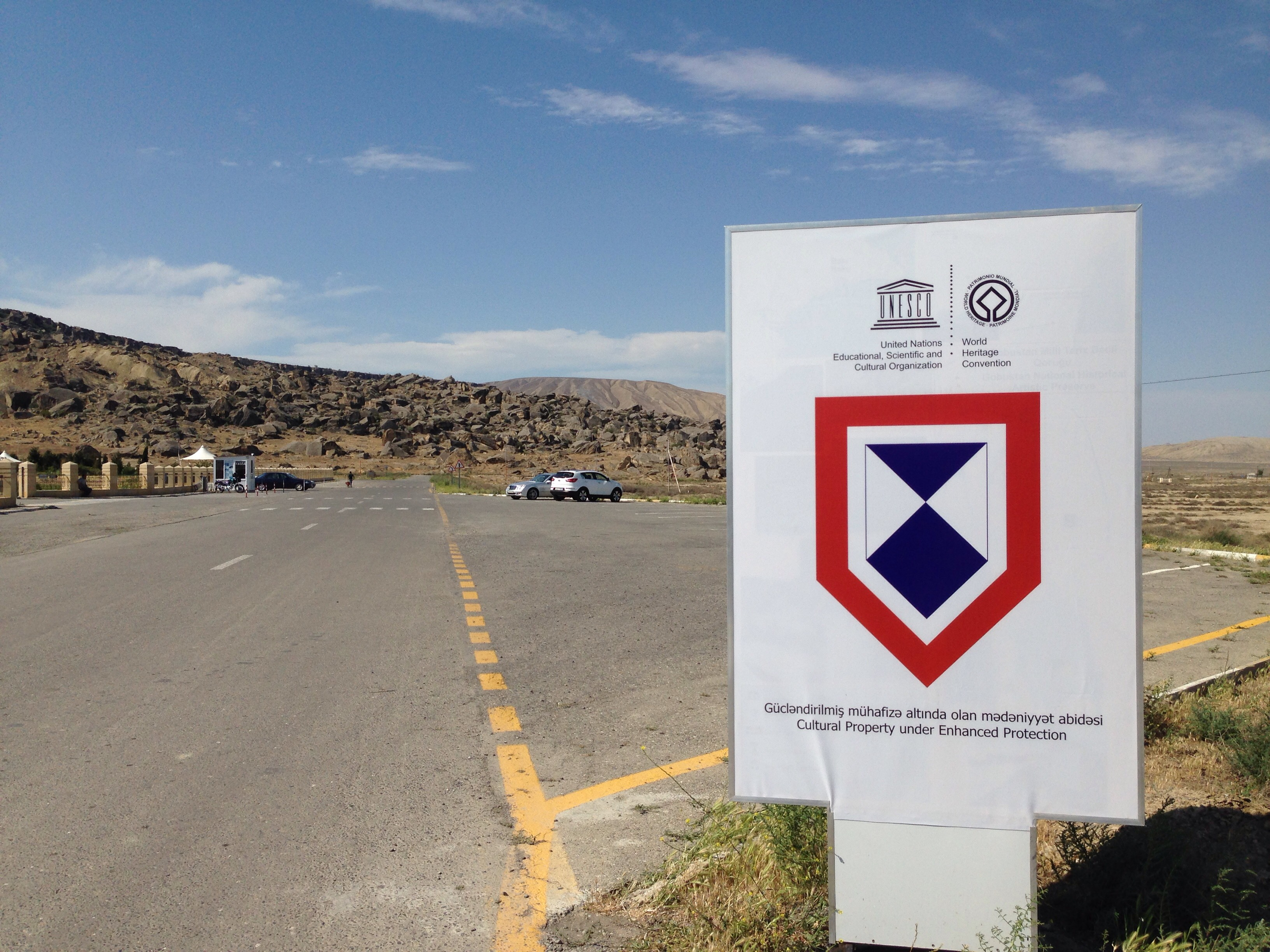
Das Emblem für den verstärkten Schutz, hier in Aserbaidschan an der Archäologischen Grabungsstätte von Gobustan

Ziel bei der Verabschiedung des zweiten Protokolls war die Erweiterung und Präzisierung der Bestimmungen der Konvention von 1954 sowie ihre Überarbeitung in den Bereichen, deren praktische Umsetzung sich als unzulänglich erwiesen hatte. Das Protokoll ist in neun Kapitel unterteilt. Die Einleitung im ersten Kapitel enthält neben Begriffsbestimmungen eine Definition des Anwendungsbereiches. In den Artikeln 2 und 4 wird das Verhältnis des Protokolls zum Abkommen von 1954 festgelegt.
Im Kapitel 2 sind ergänzende Regelungen zu den allgemeinen Schutzbestimmungen des Abkommens zusammengefasst. So definiert der Artikel 5 die im Abkommen nur allgemein erwähnten Sicherungsmaßnahmen in Friedenszeiten detaillierter. Zu diesen Regelungen gehört beispielsweise die Erstellung von Verzeichnissen, die Planung von Notfallmaßnahmen zum Schutz gegen Feuer und Einsturz von Gebäuden und die Vorbereitung der Verlagerung von beweglichem Kulturgut als mögliche Maßnahmen. Der Artikel 6 verschärft die Bestimmungen zur Respektierung von Kulturgut. So müssen zum Beispiel gegen Kulturgut gerichtete feindselige Handlungen, die auf Grund einer „zwingenden militärischen Notwendigkeit“ erfolgen, auf die Dauer einer militärischen Nutzung des betroffenen Kulturguts beschränkt sein. Sie dürfen außerdem nur durchgeführt werden, wenn keine andere praktische Möglichkeit zu einem vergleichbaren militärischen Vorteil führt. Ähnliche Einschränkungen gelten für eine militärische Nutzung von Kulturgut, durch welche dieses der Gefahr einer Zerstörung oder Beschädigung ausgesetzt wird. Jedem auf der Basis dieser Bestimmung erfolgenden Angriff muss eine wirksame Warnung vorausgehen. In Artikel 7 werden Vorsichtsmaßnahmen bei militärischen Operationen definiert, durch die eine Beschädigung von geschütztem Kulturgut so weit wie möglich verhindert werden soll. Der Artikel 8 verpflichtet analog dazu die Konfliktparteien, Kulturgut aus der Nähe militärischer Ziele zu entfernen beziehungsweise anderweitig zu schützen und die Anlage von militärischen Zielen in der Nähe von Kulturgut zu vermeiden.
Kapitel 3 definiert als Alternative zum Sonderschutz des Abkommens von 1954 einen „verstärkten Schutz“, der entsprechend Artikel 10 in Frage kommt für Kulturgut, bei dem es sich um „kulturelles Erbe von höchster Bedeutung für die Menschheit“ handelt und nach Artikel 11 durch ein entsprechendes Gremium der UNESCO unter Beteiligung der Vertragsparteien gewährt wird. Nach Artikel 12 gilt für Kulturgut unter verstärktem Schutz eine mit dem Sonderschutz des Abkommens von 1954 vergleichbare Unverletzlichkeit. Die Artikel 13 und 14 regeln den Verlust, die Aussetzung und die Aufhebung des verstärkten Schutzes.
Im Kapitel 4 sind Bestimmungen zur strafrechtlichen Verantwortlichkeit und Gerichtsbarkeit im Bereich des Kulturgutschutzes enthalten. Es ist damit neben dem System des verstärkten Schutzes die wesentliche Neuerung des zweiten Protokolls. Der Artikel 15 definiert fünf schwere Verstöße gegen den Schutz von Kulturgut bei bewaffneten Konflikten: Angriffe gegen Kulturgut unter verstärktem Schutz, die Verwendung von Kulturgut unter verstärktem Schutz für militärische Handlungen, Zerstörungen oder Aneignungen von geschütztem Kulturgut in großem Ausmaß sowie Angriffe gegen geschütztes Kulturgut oder dessen Diebstahl, Plünderung, Unterschlagung oder böswillige Beschädigung. Die Vertragsparteien sind verpflichtet, diese Handlungen im Rahmen ihres nationalen Rechts unter Strafe zu stellen. Die Artikel 16 bis 20 regeln hierzu Verfahrensaspekte wie die Gerichtsbarkeit, die Strafverfolgung, die Auslieferung sowie Fragen der Rechtshilfe. Der Artikel 21 legt darüber hinaus wirkungsvolle Maßnahmen zur Unterbindung von Verstößen gegen die sonstigen Bestimmungen des Abkommens und des Protokolls fest.
Der Artikel 22 im Kapitel 5 betrifft die Gültigkeit des Protokolls bei nicht-internationalen bewaffneten Konflikten. Im Kapitel 6 werden institutionelle Fragen geregelt, wie beispielsweise in Artikel 23 Tagungen der Vertragsparteien und die Einrichtung eines Ausschusses für den Schutz von Kulturgut bei bewaffneten Konflikten in den Artikeln 24 bis 28. Die Mitglieder dieses zwölfköpfige Komitees werden für eine Amtszeit von vier Jahren gewählt, wobei bei der Wahl eine angemessene geografische Vertretung berücksichtigt wird. Es ist für die Gewährung, Aussetzung und Aufhebung des verstärkten Schutzes von Kulturgütern zuständig, die von den Vertragsstaaten benannt wurden. Weitere Aufgaben beinhalten die Aufnahme und Prüfung von Anträgen für internationale Unterstützung und die mögliche Nutzung des Fonds zum Schutz von Kulturgütern im Falle eines bewaffneten Konflikts.
Der Artikel 29 regelt die Gründung eines Fonds zur finanziellen oder sonstigen Unterstützung „vorbereitender oder anderer Maßnahmen, die in Friedenszeiten zu ergreifen sind“ sowie von „Notfallmaßnahmen, vorläufigen oder anderen Maßnahmen zum Schutz von Kulturgütern in Zeiten bewaffneter Konflikte“ und zur Wiederherstellung nach Beendigung der Kampfhandlungen. Der Fonds wird durch freiwillige Beiträge der Vertragsstaaten des zweiten Protokolls finanziert.
Die Bestimmungen in den Artikeln 30 bis 33 im Kapitel 7 beziehen sich auf die Verbreitung des Abkommens sowie die internationale Zusammenarbeit. Das Kapitel 8 umfasst die Durchführungsbestimmungen zum Protokoll, so beispielsweise in Artikel 34 Regelungen zur Rolle von Schutzmächten und in den Artikeln 35 und 36 Regelungen zur Schlichtung bei Meinungsverschiedenheiten hinsichtlich der Auslegung dieses Protokolls. Die Schlussbestimmungen zur Unterzeichnung und Ratifikation, zum Beitritt und Inkrafttreten sowie zur Kündigung sind in den Artikeln 39 bis 47 des 9. und letzten Kapitels enthalten.

### Militär-Handbuch
Im Jahr 2016 veröffentlichte die UNESCO in Zusammenarbeit mit dem Internationalen Institut für humanitäres Recht ein Handbuch mit dem Titel „Protection of Cultural Property: Military Manual“. Dieses beschreibt die Regeln und Verpflichtungen des zweiten Protokolls und gibt praktische Hinweise, wie diese Regeln von den Streitkräften in der ganzen Welt umgesetzt werden sollten. Das Handbuch enthält auch Vorschläge zu den besten militärischen Praktiken in Bezug auf diese Verpflichtungen. Sie bezieht sich nur auf die internationalen Gesetze über bewaffnete Konflikte und behandelt keine militärische Hilfe, die im Zusammenhang mit anderen Umständen wie Naturkatastrophen geleistet wird.

## Umsetzung in der Praxis

### Ahndung von Verstößen

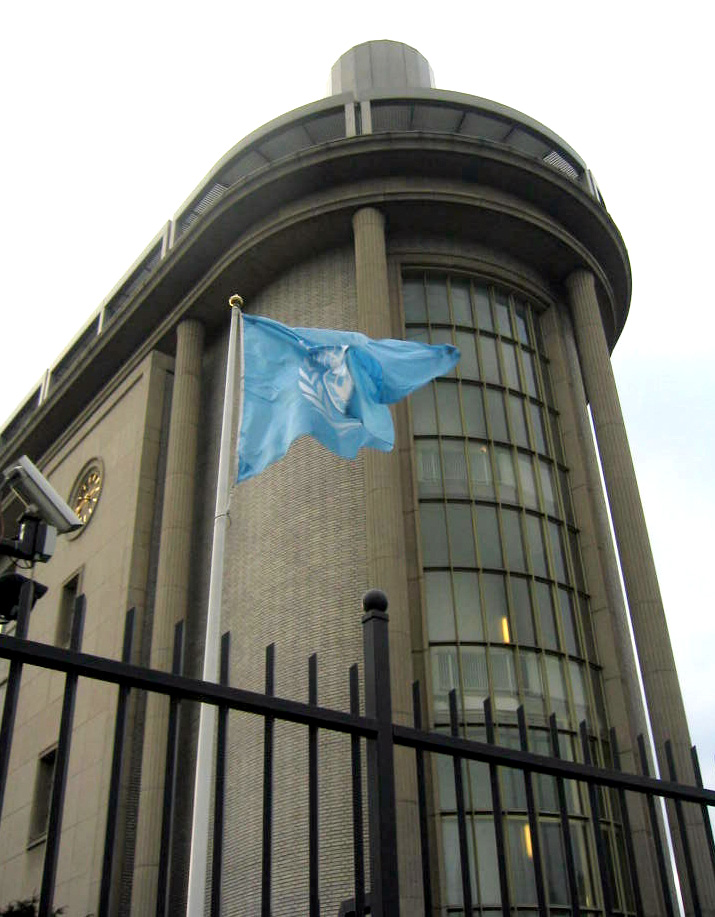
Der Internationale Strafgerichtshof für das ehemalige Jugoslawien

Das im Juli 1998 beschlossene und vier Jahre später in Kraft getretene Rom-Statut als Rechtsgrundlage des Internationalen Strafgerichtshofs (IStGH) definiert in Artikel 8 Absatz 2 vorsätzliche Angriffe gegen Gebäude mit religiösem Charakter, gegen Einrichtungen der Bildung, Kunst, Wissenschaft oder mit gemeinnützigem Charakter sowie gegen geschichtliche Denkmäler als Kriegsverbrechen sowohl in internationalen als auch in nicht-internationalen bewaffneten Konflikten. Der Strafgerichtshof ist damit zur Verfolgung dieser Verbrechen befugt, wenn eine solche Tat entweder durch einen Staatsangehörigen einer Vertragspartei oder auf dem Hoheitsgebiet einer Vertragspartei begangen wurde. Er nimmt seine Zuständigkeit allerdings nur wahr, wenn das betreffende Land nicht willens oder in der Lage ist, eine effektive Strafverfolgung selbst sicherzustellen. Im ersten Prozess vor dem IStGH wegen der vorsätzlichen Zerstörung einer Moschee und neun Mausoleen in der UNESCO-Welterbestadt Timbuktu (Mali) wurde der Rebellenführer der Terrormiliz Ansar Dine Ahmad al-Faqi al-Mahdi am 27. September 2016 zu 9 Jahren Haft und am 17. August 2017 zu einer Entschädigung in Höhe von 2,7 Millionen Euro verurteilt.
Auch das Statut des Internationalen Strafgerichtshofs für das ehemalige Jugoslawien enthält in Artikel 3 Regelungen, welche die Strafverfolgung von Verstößen gegen die grundlegenden Prinzipien der Haager Konvention von 1954 ermöglichen. Auf der Basis dieses Artikels kam es erstmals seit Abschluss der Konvention zu Prozessen vor einem internationalen Gericht wegen der Zerstörung von Kulturgut während eines bewaffneten Konflikts. Schuldsprüche des Gerichts, die neben anderen Anklagepunkten auch auf diesem Artikel beruhten, ergingen unter anderem im Februar 2001 gegen Dario Kordić, einen Kommandeur des Kroatischen Verteidigungsrats (HVO) während des Bosnienkrieges, gegen Miodrag Jokić, einen ranghohen Kommandeur in der Marine der Jugoslawischen Volksarmee während der Schlacht um Dubrovnik im Jahr 1991, sowie gegen Milan Martić, einen Politiker und militärischen Führer der international nicht anerkannten Republik Serbische Krajina. Für die Angriffe auf die herzegowinische Stadt Mostar, die im November 1993 zur Zerstörung der international als herausragendes Kulturgut anerkannten Brücke Stari most führten, begann im April 2006 der Prozess vor dem Internationalen Strafgerichtshof für das ehemalige Jugoslawien gegen sechs Angeklagte. Unter ihnen ist der kroatische General Slobodan Praljak, der im Verdacht steht, den Beschuss der Brücke befohlen zu haben.

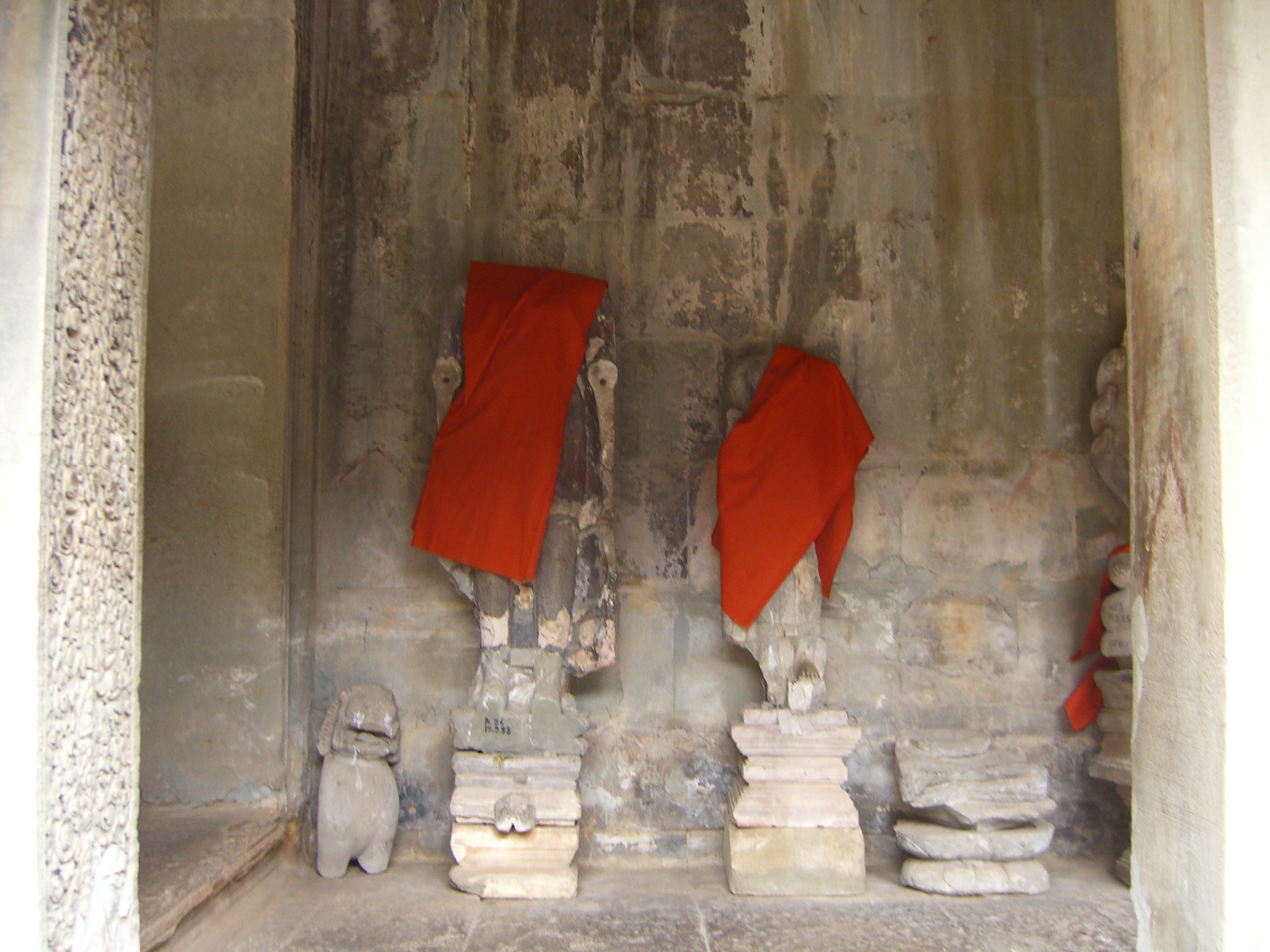
Von den Roten Khmer zerstörte Statuen in Angkor, Kambodscha

Das von den Vereinten Nationen zusammen mit der Regierung in Kambodscha im Juli 2006 eingesetzte Rote-Khmer-Tribunal hat nach Artikel 7 des Gesetzes „über die Einrichtung der Außerordentlichen Kammern“ die Möglichkeit, unter ausdrücklicher Bezugnahme auf die Haager Konvention von 1954 die Zerstörung von Kulturgütern während der Diktatur der Roten Khmer von April 1975 bis Januar 1979 strafrechtlich zu verfolgen. Während dieser Zeit beschädigten die Roten Khmer beispielsweise die meisten der über 3.300 Tempel und 130 Moscheen in Kambodscha schwer. Sie zerstörten darüber hinaus alle 73 katholischen Kirchen und viele andere Stätten mit religiöser oder kultureller Bedeutung. Die Anwendung der Haager Konvention von 1954 ist prinzipiell zulässig, da Kambodscha im Jahr 1962 und damit vor der Machtergreifung der Roten Khmer Vertragspartei geworden war und weil nach Artikel 19 des Abkommens auch in nicht-internationalen bewaffneten Konflikten jede Konfliktpartei zumindest an die Bestimmungen zur Respektierung von Kulturgut gebunden ist.
Es ist bisher jedoch noch nicht bekannt, ob und in welchem Umfang Prozesse vor dem Gericht eröffnet werden, welche die Zerstörung von Kulturgut als Basis der Anklage haben. Ein mögliches Problem bei der Anwendung des Artikels 7 und damit der Haager Konvention ist, dass eine juristische Voraussetzung dafür der Nachweis des Vorliegens eines bewaffneten Konfliktes entsprechend der im humanitären Völkerrecht gebräuchlichen Definition wäre. Ob eine solche Bewertung der Diktatur der Roten Khmer möglich sein wird, ist noch nicht abzusehen.

### Internationale Akzeptanz und beteiligte Organisationen

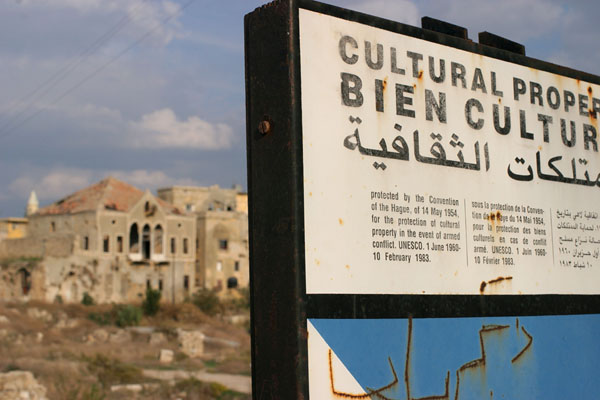
Schild zur Kennzeichnung eines größeren Gebiets in der Stadt Tyros im Libanon

Mit Stand vom Juni 2018 sind 132 Staaten der Haager Konvention von 1954 und 109 Staaten dem ersten Protokoll beigetreten. Die Schweiz ist seit dem 15. Mai 1962 Vertragspartei beider Abkommen, Österreich seit dem 25. März 1964, die Bundesrepublik Deutschland seit dem 11. August 1967, die DDR trat der Konvention und dem ersten Protokoll von 1954 am 16. Januar 1974 bei. Dem zweiten Protokoll von 1999 sind bisher 77 Staaten beigetreten, darunter Österreich am 1. März 2002, die Schweiz am 9. Juli 2004 und Deutschland am 25. November 2009.
Von den fünf ständigen Mitgliedern des Sicherheitsrates der Vereinten Nationen ist Frankreich dem Abkommen 1957 beigetreten, Russland ist Vertragspartei in Rechtsnachfolge der ebenfalls 1957 beigetretenen Sowjetunion, die Volksrepublik China ratifizierte die Konvention im Jahr 2000 und die Vereinigten Staaten traten 2009 bei. Das Vereinigte Königreich hat das Abkommen zwar 1954 unterzeichnet, wurde jedoch erst 2017 Vertragspartei der Konvention und der Protokolle. Hauptgrund für die lange Zeit zwischen Unterzeichnung und Ratifizierung durch die USA waren Vorbehalte des amerikanischen Verteidigungsministeriums während des Kalten Krieges, die Verpflichtungen der Konvention bei einem möglichen Einsatz von Atomwaffen nicht einhalten zu können. Der Vereinigte Generalstab, dem die Oberbefehlshaber aller Truppenteile der amerikanischen Streitkräfte angehören, sprach sich 1995 einstimmig für die freiwillige Einhaltung der Konvention aus. Am 6. Januar 1999 empfahl der damalige US-Präsident Bill Clinton dem US-Senat die Ratifizierung beider Abkommen. Diese befanden sich nach seiner Ansicht nicht nur in Übereinstimmung mit den Grundsätzen und Methoden der amerikanischen Streitkräfte, sondern beruhten sogar in wesentlichen Aspekten darauf. Nachdem der Senat dem Beitritt im September 2008 zugestimmt hatte, übergab der amerikanische Botschafter bei der UNESCO Stephen Engelken am 13. März 2009 die Ratifikationsurkunde an Kōichirō Matsuura, den Generalsekretär der UNESCO. Die Regierung des Vereinigten Königreichs hat anlässlich des 50. Jubiläums der Unterzeichnung der Konvention am 14. Mai 2004 ihre Absicht erklärt, Vertragspartei des Abkommens und der beiden Protokolle zu werden. Ausschlaggebend dafür war der Abschluss des zweiten Protokolls von 1999, das nach Ansicht der britischen Regierung wesentliche Schwachstellen und Unklarheiten der Konvention von 1954 beseitigte. Ein Entwurf für ein Gesetz, das neben der Ratifizierung der Konvention und der beiden Protokolle auch entsprechende strafrechtliche Bestimmungen enthält, wurde im November 2006 von der britischen Regierung angekündigt.

Emblem der UNESCO

Die wichtigste internationale Institution im Bereich der Verbreitung und Umsetzung des Schutzes von Kulturgut bei bewaffneten Konflikten ist die Organisation der Vereinten Nationen für Erziehung, Wissenschaft und Kultur (UNESCO), eine rechtlich selbständige Sonderorganisation der Vereinten Nationen mit Sitz in Paris. Sie fungiert als Depositar der Haager Konvention von 1954 sowie ihrer beiden Protokolle und verwaltet das „Internationale Register für Kulturgut unter Sonderschutz“.
Darüber hinaus besteht seit 1996 Blue Shield International (vormals englisch International Committee of the Blue Shield, ICBS; französisch Comité International du Bouclier Bleu, CIBB). Seine Aufgabe ist die Verbesserung der internationalen Zusammenarbeit im Bereich des Kulturgutschutzes sowie die Unterstützung lokaler und regionaler Aktivitäten. Das zweite Protokoll von 1999 erwähnt in den Artikeln 11 und 27 ausdrücklich die beratende Funktion des Internationalen Komitees vom Blauen Schild bei der Umsetzung des Abkommens. Vergleichbar mit der Internationalen Rotkreuz- und Rothalbmond-Bewegung sind seit der Gründung des Internationalen Komitees mit Stand 2017 bereits nationale Komitees vom Blauen Schild in Argentinien, Australien, Belgien, Benin, Brasilien, Chile, Curacao, Dänemark, Frankreich, Georgien, Großbritannien, Guatemala, Haiti, Irland, Israel, Italien, Madagaskar, Niederlande, Nordmazedonien, Norwegen, Österreich, Polen, Rumänien, Senegal, Spanien, Tschechien, Ukraine und der USA entstanden. Diese nationalen Vereinigungen unterstützen die Arbeit des Internationalen Komitees in ihren jeweiligen Heimatländern. Als deren Dachorganisation entstand am 28. September 2006 die „Vereinigung der nationalen Komitees vom Blauen Schild“ (englisch Association of the National Committees of the Blue Shield, ANCBS), wobei nun seit 2017 alle internationalen Aktivitäten in Blue Shield International gebündelt sind.
Während in vielen Kriegen die Bewegungsfreiheit des Vereinte-Nationen-Personals wegen Sicherheitsbedenken deutlich eingeschränkt ist, wird Blue Shield aufgrund seiner Struktur als besonders geeignet angesehen, um flexibel und autonom in bewaffneten Konflikten zu handeln. Die Mitarbeiter von Blue Shield beziehungsweise seiner nationalen Organisationen haben dann auch trotz der teilweisen Auflösung von staatlichen Strukturen und der sehr unklaren Sicherheitslage infolge der Kriege und Unruhen im Irak, in Syrien, in Mali, in Ägypten und in Libyen sehr robuste Unternehmungen zum Schutz der dortigen Kulturgüter durchgeführt. Das betrifft besonders die Erhebung von zu schützenden Kulturgut, die Erstellung mit lokalen Experten von „No-strike lists“ (- welche die Koordinaten bedeutsamer Kulturdenkmäler erhalten), die Verknüpfung ziviler und militärischer Strukturen und die Ausbildung von lokalem militärischen Personal hinsichtlich Schutz von Kulturgut. Aus der Sicht von Blue Shield reicht es nicht, völkerrechtliche Normen wie das Zweite Protokoll zur Haager Konvention zum Schutz von Kulturgut bei bewaffneten Konflikten oder das Doha-Statement der „Conference of ‘Ulamâ on Islam and Cultural Heritage“ zu entwickeln und zu beschließen. Es ist notwendig, diese Normen global wirkungsvoll zu implementieren und umzusetzen. Dabei geht es auch um das Verhindern von Antikenhehlerei und dem Handel mit geraubten Kulturgütern zur Finanzierung der militärischen Konflikte. Infolge der Zerstörungen von Kulturgüter durch bewaffnete Konflikte, Krieg und Unruhen im Irak, in Syrien, in Mali oder in Afghanistan aber auch durch Erdbeben wie in Haiti oder Nepal haben sich Kooperationen zwischen Blue-Shield und nationalen Streitkräften wie der US-Army oder der Britischen Armee entwickelt.
Es besteht auch seit Mai 1997 die „Internationale Liga der nationalen Gesellschaften für Kulturgüterschutz“ mit Sitz in der Schweizer Stadt Freiburg als internationaler Dachverband. Durch die Aktivitäten dieser nationalen und internationalen Organisationen und Verbände, die auch den Schutz von Kulturgut vor Katastrophen in Friedenszeiten mit einschließen, werden zivilgesellschaftliche Strukturen eine zunehmende Rolle im Bereich des Kulturgutschutzes übernehmen und die Arbeit von staatlichen und internationalen Institutionen unterstützen.
Ein Beispiel für die internationale Zusammenarbeit beim Schutz von Kulturgütern war die vorübergehende Zwischenlagerung von Kunstschätzen aus dem Nationalmuseum der afghanischen Hauptstadt Kabul in der Schweiz. Die Kunstgegenstände, die im Nationalmuseum sowohl durch den bis 1995 andauernden Afghanischen Bürgerkrieg als auch durch die anschließende Herrschaft des Taliban-Regimes stark bedroht waren, wurden mit Zustimmung aller Konfliktparteien 1999 in ein sogenanntes „Afghanistan-Museum im Exil“ im Schweizer Ort Bubendorf ausgelagert. Die vor allem durch die ehrenamtliche Tätigkeit von Schweizer Bürgern und von Exilafghanen sowie durch Spenden in Höhe von rund 1,5 Millionen Schweizer Franken unterstützte Ausstellung, die vom in Bubendorf ansässigen schweizerischen Afghanistan-Institut betreut wurde, war vom Oktober 2000 bis zum Oktober 2006 für die Öffentlichkeit zugänglich und wurde in dieser Zeit von rund 50.000 Menschen besucht. Im März 2007 erfolgte unter Leitung der UNESCO und mit Unterstützung der deutschen Luftwaffe der Rücktransport der Gegenstände nach Kabul. Nach Angaben des Sprechers des Bubendorfer Museums handelte es sich um die größte Rückführung von Kunstgegenständen seit dem Ende des Zweiten Weltkrieges.
Im Gegensatz dazu kam es vom 8. bis zum 12. April 2003, rund drei Wochen nach Beginn des Irakkrieges, zu schwerwiegenden Plünderungen des irakischen Nationalmuseums in Bagdad. Das Museum war erst drei Jahre zuvor am 28. April 2000, rund neun Jahre nach Schließung infolge des zweiten Golfkrieges, wieder eröffnet worden. Spätere Untersuchungen, die von einer US-amerikanischen Kommission in Zusammenarbeit mit Mitarbeitern des Museums durchgeführt wurden, fanden Hinweise auf mindestens drei voneinander unabhängige Vorfälle. Die Plünderungen waren den Ergebnissen der Kommission zufolge zum Teil spontan und wahllos. Eine Reihe von Indizien deutete jedoch auch darauf hin, dass einige der Diebe über gute Kenntnisse des Museums sowie Fachwissen hinsichtlich der ausgestellten Kulturgüter verfügten. Obwohl besonders wertvolle Objekte im Vorfeld des Krieges in Sicherungsräumen im Keller des Museums verwahrt wurden, kam es auch hier zu erheblichen Verlusten. Die Kommission korrigierte anfängliche Schätzungen von rund 170.000 gestohlenen Kunstgegenständen auf 11.000 bis 15.000 entwendete Objekte. Bis zur Veröffentlichung der Untersuchungsergebnisse im Jahr 2005 konnten etwa 5.000 davon auf unterschiedlichem Wege wiedererlangt werden.
Zusammenfassend nimmt der Schutz von Kulturgut national und international zunehmend einen breiten Raum ein. Das betrifft auch das besonders sensible kulturelle Gedächtnis, die gewachsene kulturelle Vielfalt und die wirtschaftlichen Grundlagen (wie zum Beispiel des Tourismus) eines Staates, einer Region oder einer Kommune. Dabei besteht insbesondere ein Zusammenhang zwischen Kulturgutzerstörung, wirtschaftlichen Grundlagen und Fluchtursachen, wie der Präsident von Blue Shield International, Karl von Habsburg, bei einem Kulturgutschutz-Einsatz im April 2019 im Libanon mit der United Nations Interim Force in Lebanon erläuterte: „Kulturgüter sind ein Teil der Identität der Menschen, die an einem bestimmten Ort leben. Zerstört man ihre Kultur, so zerstört man damit auch ihre Identität. Viele Menschen werden entwurzelt, haben oft keine Perspektiven mehr und flüchten in der Folge aus ihrer Heimat.“
Einen besonderen Stellenwert zum Schutz der Kulturgüter nimmt aber die effektive Zusammenarbeit mit der lokalen Bevölkerung ein. Die Aufstellung von Regeln beziehungsweise der Schulung von Militärs, ziviler Verwaltung und internationalen Organisationen bedarf zu ihrer wirksamen Umsetzung besonders die Einbindung der einheimischen und mit den Örtlichkeiten vertrauten Bevölkerung. Karl von Habsburg hat das mit den Worten: „Without the local community and without the local participants, that would be completely impossible“ zusammengefasst.

### Nationale Gesetzgebung

Urkunde über die Anerkennung eines schutzwürdigen Kulturguts in Deutschland

Die Umsetzung des Abkommens in Deutschland, Österreich und der Schweiz umfasst die durch die Konvention vorgegebenen Sicherungsmaßnahmen in Friedenszeiten. In der Praxis betrifft dies die Registrierung und Markierung von unbeweglichem Kulturgut, geeignete bauliche Maßnahmen zum Schutz von beweglichem Kulturgut einschließlich der Sicherungsarchivierung von Kulturgut von besonders hoher Bedeutung, die Verabschiedung nationaler Rechtsvorschriften zum Schutz von Kulturgut einschließlich der Strafbewehrung von schwerwiegenden Verstößen gegen die Bestimmungen des Abkommens sowie die Verbreitung der Konvention.

#### Deutschland
Die Bundesrepublik Deutschland hat der Konvention mit Gesetz vom 11. April 1967 zugestimmt. Dieses Gesetz führen grundsätzlich die Länder im Auftrag des Bundes aus. Auch die Maßnahmen zum Schutz von Kulturgut richten sich nach diesem Gesetz (§ 25 Zivilschutz- und Katastrophenhilfegesetz – ZSKG).
Für „die Verpackung, Dokumentation, Einlagerung und Aufbewahrung von Sicherungsmedien an einem zentralen Bergungsort“ ist nach der Gesetzesfassung vom 19. Juni 2020 das Bundesamt für Bevölkerungsschutz und Katastrophenhilfe (BBK) zuständig. Das BBK hat außerdem Hinweise für das Anbringen des Kennzeichens des Abkommens erarbeitet.
Das BBK fungiert als Nachfolgeorganisation des Bundesamts für Zivilschutz, dem diese Aufgaben mit dem Gesetz vom 11. April 1967 zunächst übertragen worden waren. Auf privatrechtlicher Ebene gibt es seit 1996 die Deutsche Gesellschaft für Kulturgutschutz, die aus dem Zusammenschluss von zwei 1993 entstandenen Vereinigungen hervorgegangen ist. Am 16. Juni 2017 fand in Berlin die Gründungsversammlung für das Deutsche Nationalkomitee Blue Shield e. V. statt. Blue Shield Deutschland setzt sich auf nationaler und internationaler Ebene für den Schutz von materiellem und immateriellem Kulturerbe, in Konflikt-, Katastrophen- und sonstigen Notfallsituationen ein.

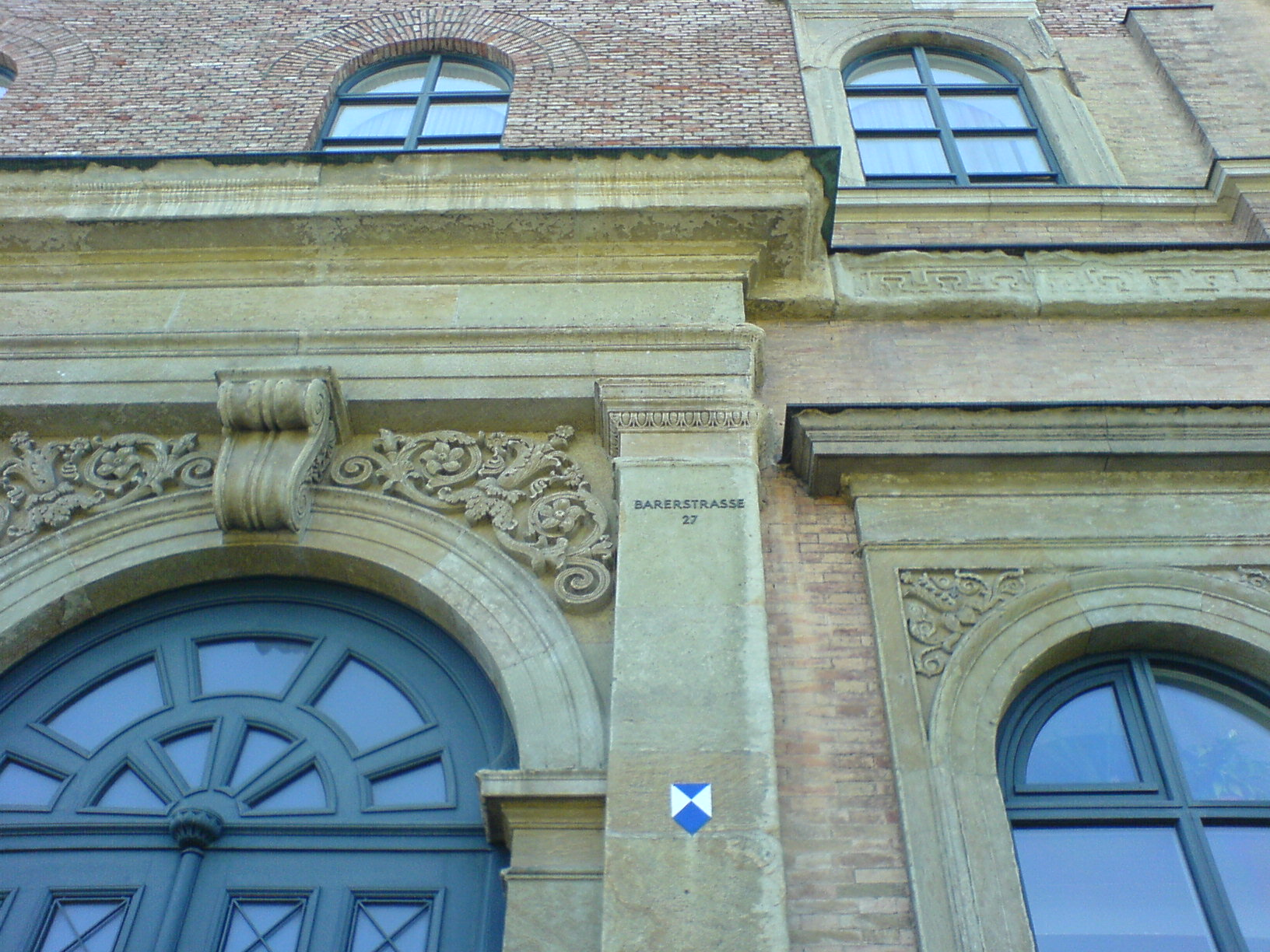
Das Schutzzeichen der Haager Konvention im Eingangsbereich der Alten Pinakothek in München

Über die Anerkennung eines Kulturgutes als schützenswert, und damit die Berechtigung zum Anbringen des Schutzzeichens, wird eine Urkunde ausgestellt. Diese enthält Auszüge aus dem Text der Konvention in deutscher, englischer, französischer und russischer Sprache. Die nationale Rechtsgrundlage in Deutschland für eine Strafverfolgung von Verstößen gegen die Prinzipien der Haager Konvention von 1954 besteht in § 11 Abs. 1 Nr. 2 des Völkerstrafgesetzbuchs (VStGB). Danach wird mit Freiheitsstrafe nicht unter drei Jahren bestraft, wer mit militärischen Mitteln einen Angriff gegen zivile Objekte richtet, die durch das humanitäre Völkerrecht besonders geschützt sind, namentlich  geschichtliche Denkmäler. Die Kennzeichnung von Kulturgut mit dem einfachen Schutzzeichen der Konvention ist bisher nur in den Ländern Bayern, Hessen und Rheinland-Pfalz sowie, auf Grund der Dritten Durchführungsbestimmung zum Denkmalpflegegesetz der DDR von 1975, in den ostdeutschen Bundesländern weit verbreitet. Die in letzterem Bereich häufig verwendete Kennzeichnung, eine kleine Emailtafel, auf der das Symbol der Haager Konvention in einem Kreis und einer weiteren Rahmung wiedergegeben ist, entspricht allerdings nicht mehr den vom BBK erlassenen Vorschriften für die Gestaltung und die technische Anbringung der Beschilderung.
Für die Archivierung von Reproduktionen von Kulturgut mit hoher national- oder kulturhistorischer Bedeutung existiert der Barbarastollen bei Oberried in der Nähe von Freiburg im Breisgau als „Zentraler Bergungsort der Bundesrepublik Deutschland“. Seit dem 22. April 1978 unterliegt der Barbarastollen als bisher einziges Objekt in Deutschland dem Sonderschutz des Abkommens von 1954. Eine Reihe von bedeutenden Museen und andere Einrichtungen wie beispielsweise die Deutsche Bibliothek in Frankfurt am Main sind mit dezentralen Bergungsräumen ausgestattet. In der DDR wurde ab dem Beginn der 1970er Jahre ein in den 1940er Jahren errichteter und nachträglich mit Laboren und Klimatisierung ausgestatteter Bunker in der Nähe von Potsdam als zentrales Archiv für Mikrofilmaufnahmen von wichtigen Kulturgütern genutzt, nachdem sich die für eine dezentrale Lagerung genutzten Räumlichkeiten als unzureichend hinsichtlich der Langzeitstabilität erwiesen hatten. Nach der deutschen Wiedervereinigung im Jahr 1990 sichtete man schrittweise die Bestände und überführte sie an die entsprechenden bundesdeutschen Behörden. Bisher wurden rund 32.000 Kilometer Mikrofilm (über eine Milliarde Aufnahmen) hergestellt und eingelagert. Darin enthalten sind 8,2 Millionen Meter (rund 244 Millionen Aufnahmen) aus dem Archiv der ehemaligen DDR.
Um Missbrauch des Schutzes zu verhindern, hat die Kultusministerkonferenz der Länder in ihrem Beschluss vom 26. Juni 1998 für jedes Bundesland die maximal zulässige Anzahl an unbeweglichen Kulturgütern, die unter Schutz der Haager Konvention gestellt werden können, festgelegt. Die Gesamtzahl für Deutschland liegt bei 10.480, Denkmäler der Vor- und Frühgeschichte sowie alle Museen, Bibliotheken und Archive dürfen zusätzlich gekennzeichnet werden.

#### Österreich

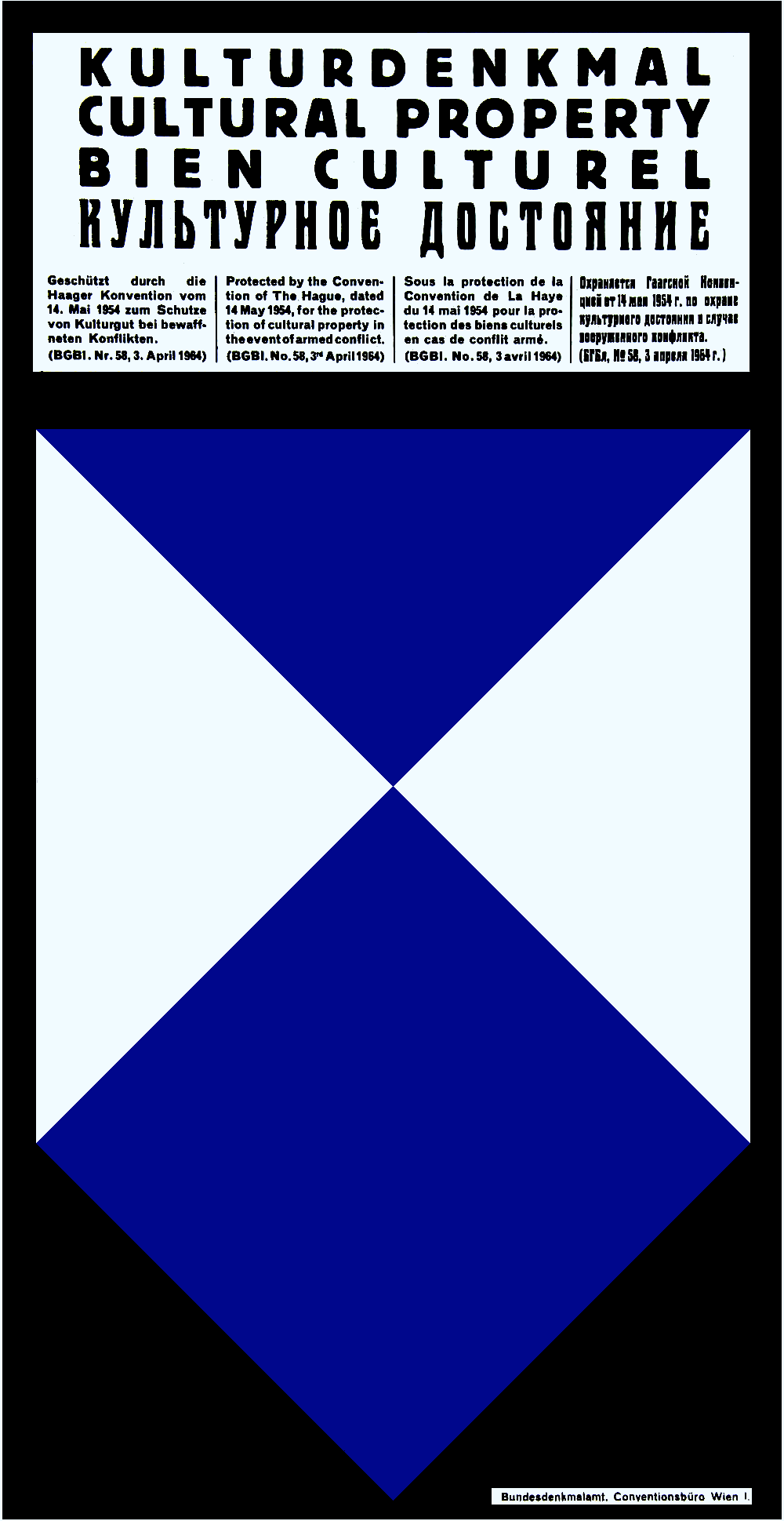
Das Kennzeichen des Haager Abkommens in Österreich

In Österreich wird der Schutz von Kulturgut bei bewaffneten Konflikten als Teil des Denkmalschutzes angesehen und unterliegt der Gesetzgebung des Bundes. Die relevante Rechtsgrundlage ist das Denkmalschutzgesetz, insbesondere der Paragraf 13, der Maßnahmen gemäß der Haager Konvention beschreibt. Die Haager Konvention von 1954 sowie die beiden Protokolle sind durch die Veröffentlichung im Österreichischen Bundesgesetzblatt ein Teil des Österreichischen Rechts geworden. Eine Bestrafung von Verstößen gegen diese Abkommen ist auf der Basis des Artikels 9 des Bundes-Verfassungsgesetzes in Zusammenhang mit dem Artikel 64 des Strafgesetzbuches möglich.
Die wichtigsten für den Kulturgüterschutz in Österreich zuständigen Behörden sind das Bundesministerium für Landesverteidigung und Sport, die Abteilung für Zivilschutz, Krisen- und Katastrophenschutzmanagement des Bundesministeriums für Inneres sowie das dem Bundesministerium für Unterricht, Kunst und Kultur nachgeordnete Bundesdenkmalamt. Im November 1967 wurde ein Stollen im Salzbergwerk Altaussee zur Nutzung als Bergungsort unter Sonderschutz gestellt, die geplante Verwendung wurde jedoch wieder aufgegeben und der Sonderschutz am 12. September 2000 gelöscht. Stattdessen ist nun für die Sicherung von beweglichem Kulturgut in Österreich vorrangig die Einlagerung in dezentralen Schutzräumen vorgesehen.
Die 1980 gegründete Österreichische Gesellschaft für Kulturgüterschutz wirkt als Verein vor allem im Bereich der Aufklärung der Bevölkerung und der Förderung von Eigeninitiativen, teils in Kooperation mit dem Österreichischen Bundesheer. Seit 2014 ist Rudolf Striedinger, Militärkommandant von Niederösterreich, Präsident der Gesellschaft. Das 2008 gegründete Österreichische Nationalkomitee Blue Shield ging aus der Österreichischen Gesellschaft für Kulturgüterschutz hervor. Seit 2011 ist Ursula Stenzel, ehemaliges Mitglied des Europäischen Parlaments und von 2005 bis 2015 Bezirksvorsteherin im ersten Wiener Gemeindebezirk (Innere Stadt), der als Ensemble UNESCO-Weltkulturerbe ist, Präsidentin des Nationalkomitees.
Die Kulturgüterschutzliste des Bundesdenkmalamts wird seit 2009 geführt und umfasst mit Stand Februar 2019 insgesamt 135 Objekte (Einzelobjekte, Denkmalanlage, Ensembles).

#### Schweiz
Für Maßnahmen zum Schutz von Kulturgut gilt in der Schweiz eine gemeinsame Zuständigkeit des Bundes, der Kantone sowie der Gemeinden. Wichtige Behörden, die zusammenfassend als „Kulturgüterschutz“ (KGS) bezeichnet werden, sind das Schweizerische Komitee für Kulturgüterschutz des Eidgenössischen Departements für Verteidigung, Bevölkerungsschutz und Sport, der Fachbereich Kulturgüterschutz im Bundesamt für Bevölkerungsschutz, die kantonalen Fachstellen für Kulturgüterschutz, Denkmalpflege beziehungsweise Bevölkerungsschutz sowie auf regionaler Ebene und in den Gemeinden die KGS-Gruppen der Zivilschutz-Organisationen. Die im Jahr 1964 gegründete Schweizerische Gesellschaft für Kulturgüterschutz arbeitet als private Vereinigung mit diesen Behörden unterstützend zusammen. In der Schweiz besteht noch kein nationales Komitee vom Blauen Schild, soll jedoch in naher Zukunft gegründet werden.
Rechtsgrundlagen sind
- das Bundesgesetz über den Schutz der Kulturgüter bei bewaffneten Konflikten, bei Katastrophen und in Notlagen[57] vom 20. Juni 2014
  - die Verordnung über den Schutz der Kulturgüter bei bewaffneten Konflikten, bei Katastrophen und in Notlagen[58] vom 29. Oktober 2014
  - die Verordnung des VBS über Sicherstellungsdokumentationen und fotografische Sicherheitskopien[59] vom 5. April 2016
  - die Verordnung des VBS über die Kennzeichnung von Kulturgütern und von für den Kulturgüterschutz zuständigem Personal[60] vom 14. November 2017, sowie
- das Bundesgesetz über den Bevölkerungsschutz und den Zivilschutz[61] vom 4. Oktober 2002.

Eine mögliche Strafverfolgung von Verstößen gegen die Haager Konvention von 1954 basiert in der Schweiz auf dem Artikel 111 des Militärstrafgesetzes von 1927 in der Fassung von 2007. Zur Verwahrung von Sicherstellungsdokumentationen und Sicherheitskopien von besonders erhaltenswerten Kulturgütern besteht seit 1979 das Eidgenössische Mikrofilmarchiv auf dem Gelände des ehemaligen Sandsteinbruchs Ried in Heimiswil im Kanton Bern als zentraler Bergungsort des Bundes.